# Wim Lammen
Wim Lammen (* 1974) ist ein niederländischer Jazzmusiker (Saxophone, Klarinette).
Lammen wuchs in Amsterdam auf und spielte ab dem neunten Lebensjahr Saxophon. Er studierte bei Wim van Sante und Peter Guidi an der Musikschule Amsterdam und später am Sweelinck-Konservatorium der Stadt. Bis 1998 studierte er an der Universiteit van Amsterdam Mathematik, um dann Verkehrsverhalten zu modellieren. Derzeit arbeitet er am Nationaal Lucht- en Ruimtevaartlaboratorium, wo er den Trainingssimulator betreut und sich mit Entwurfsproblemen von Flugzeugen beschäftigt.
Als Bigband-Musiker spielte er u. a. in der Jazzmania Big Band, der Amstel Big Band, der Fra Fra Big Band und im Glenn Miller Revival Orchestra. Er ist Mitglied der Gruppe Wereldband und der Gypsyjazz-Band Hot Club de Frank (mit Frank Meester, Harold Berghuis und Jelle van Tongeren), mit der er beim North Sea Jazz Festival, in den Niederlanden, Italien, Frankreich und Deutschland auftrat und sieben Alben aufnahm. Außerdem arbeitete er als Gastmusiker mit der Amsterdam Klezmer Band.

## Diskografie
- Hot Club de Frank: De heren van het Circus. 1997
- Hot Club de Frank: Shine. 2000
- De Amsterdam Klezmer Band: Limonchiki (mit Job Chajes, Jasper DeBeer, Alec Kopyt, Gijs Levelt, Henk Jan Van Minnen, Janfie Van Strien), 2000-01
- Gypsy Swing Today: Django Festival Vol. 4. 2000-05
- Hot Club de Frank: Balz Pucino. 2002
- Hot Club de Frank: Heel de band is favoriet. 2003
- Hot Club de Frank: Op de bonnefooi. 2004
- Hot Club de Frank: Swing de Paris. 2005
- Hot Club de Frank: Bella Ciao. 2009
- Hot Club de Frank: Amsterdam-Boekarest. 2014